# تپه کانی پیر احمد
تپه کانی پیر احمد مربوط به دوره ساسانیان - دوران‌های تاریخی پس از اسلام است و در شهرستان بیجار، بخش چنگ الماس، روستای قرخلر واقع شده و این اثر در تاریخ ۱۰ دی ۱۳۸۱ با شمارهٔ ثبت ۶۸۱۳ به‌عنوان یکی از آثار ملی ایران به ثبت رسیده است.